# Irische Badmintonmeisterschaft 2025
Die Irische Badmintonmeisterschaft 2025 fand am 1. und 2. Februar 2025 in der National Indoor Arena in Dublin statt.

## Die Titelträger
| Veranstaltung | Gold                        | Silber                         | Bronze                         |
| ------------- | --------------------------- | ------------------------------ | ------------------------------ |
| Herreneinzel  | Dylan Noble                 | Matthew Cheung                 | Adam McAllister                |
| Herreneinzel  | Dylan Noble                 | Matthew Cheung                 | Sean Patrick Laureta           |
| Dameneinzel   | Sophia Noble                | Michelle Shochan               | Laura Heery                    |
| Dameneinzel   | Sophia Noble                | Michelle Shochan               | Sara Boyle                     |
| Herrendoppel  | Scott Guildea Paul Reynolds | Joshua Magee Vincent Pontanosa | Declan Bennett Richard Kong    |
| Herrendoppel  | Scott Guildea Paul Reynolds | Joshua Magee Vincent Pontanosa | Tony Stephenson Ryan Stewart   |
| Damendoppel   | Paige Woods Rachael Woods   | Orla Flynn Moya Ryan           | Ruth Kilkenny Jennie King      |
| Damendoppel   | Paige Woods Rachael Woods   | Orla Flynn Moya Ryan           | Chloe Mcgrane Michelle Shochan |
| Mixed         | Joshua Magee Moya Ryan      | Ryan Stewart Rachael Woods     | Scott Guildea Laura Heery      |
| Mixed         | Joshua Magee Moya Ryan      | Ryan Stewart Rachael Woods     | Tony Stephenson Kate Frost     |